# Бежа (округ)
О́круг Бе́жа, або Бе́зький о́круг (порт. Distrito de Beja) — округ у Португалії. Окружний адміністративний центр — місто Бежа. Розташований в південній частині країни, на березі Атлантичного океану. Складова регіону Алентежу. За старим адміністративним поділом, що був чинним до 1976 року, територія округу належала провінції Нижнє Алентежу. Площа — 10 229,05 км². Поділяється на 14 муніципалітетів і 75 парафій. Населення — 152 758 ос. (2011), густота населення — 14,93 осіб/км²
. Код ISO 3166-2 — PT-02. Найбільший за площею та найменший за густотою населення серед всіх округів країни. Важливий сільськогосподарський регіон, де виробляється значна частина продуктів харчування.

## Географія
На північному заході межує з округом Сетубал, на півночі — з округом Евора, на сході — з Іспанією, на півдні — з округом Фару. На заході омивається водами Атлантичного океану.

## Муніципалітети
1. Алвіту
2. Алжуштрел
3. Алмодовар
4. Барранкуш
5. Бежа
6. Відігейра
7. Каштру-Верде
8. Куба
9. Мертола
10. Мора
11. Одеміра
12. Оріке
13. Серпа
14. Феррейра-ду-Алентежу

## Парафії
- Парафії Безького округу

## Населення
| Кількість мешканців | Кількість мешканців | Кількість мешканців | Кількість мешканців | Кількість мешканців | Кількість мешканців | Кількість мешканців | Кількість мешканців | Кількість мешканців | Кількість мешканців | Кількість мешканців | Кількість мешканців | Кількість мешканців | Кількість мешканців | Кількість мешканців |
| ------------------- | ------------------- | ------------------- | ------------------- | ------------------- | ------------------- | ------------------- | ------------------- | ------------------- | ------------------- | ------------------- | ------------------- | ------------------- | ------------------- | ------------------- |
| 1864                | 1878                | 1890                | 1900                | 1911                | 1920                | 1930                | 1940                | 1950                | 1960                | 1970                | 1981                | 1991                | 2001                | 2011                |
| 135 116             | 149 405             | 159 196             | 164 754             | 194 727             | 202 914             | 242 687             | 278 215             | 291 024             | 276 895             | 204 816             | 188 420             | 169 438             | 161 211             | 152 758             |

## Кулінарія
Округ Бежа (інший — Сетубал) є одним з двох округів Португалії, де виробляють сир Серпа.